# جلان يونغ
جلان يونغ هو لاعب كرة قدم أمريكية ولاعب كرة القدم الكندية كندي، ولد في 2 مايو 1969 في سكاربورو، تورنتو في كندا.